# Сулакшин, Степан Степанович
Степа́н Степа́нович Сула́кшин (род. 29 апреля 1954, Томск) — российский инженер и политический деятель, генеральный директор Центра научной политической мысли и идеологии (Центра Сулакшина), доктор физико-математических и политических наук, профессор. Народный депутат СССР, член Совета Союза Верховного Совета СССР 1989—1992, депутат Государственной Думы Федерального Собрания РФ первого и второго созывов. Полномочный Представитель Президента РФ в Томской области в 1991—1993 годах.

## Биография
Отец — Сулакшин Степан Степанович (1919—2011), доктор технических наук, профессор кафедры техники разведки месторождений полезных ископаемых Томского политехнического университета. Мать — Сулакшина Галина Алексеевна (1923—1996), доктор геолого-минералогических наук, профессор Томского политехнического университета.
В 1976 году окончил радиофизический факультет ТГУ.
В 1980 году окончил аспирантуру.
В 1976—1978 годах — инженер, старший инженер Сибирского физико-технического института.
В 1978—1989 годах — младший, старший научный сотрудник, заведующий лабораторией Томского института ядерной физики.
В 1980—1989 годах — член КПСС.
В 1981 году защитил диссертацию на соискание учёной степени кандидата физико-математических наук в Институте сильноточной электроники Сибирского отделения АН СССР.
В 1982 году — секретарь бюро КПСС института.
В 1989 году основал в Томске партклуб, ставший вскоре одним из учредителей и опорных центров «Демократической платформы в КПСС». В 1989 году стал одним из учредителей Томского народного движения (ТНД), а Клуб — его коллективным членом.
В 1989 году был избран народным депутатом СССР по Томскому территориальному избирательному округу № 313, победив представителя КПСС Льва Пичурина, входил в Межрегиональную депутатскую группу, был членом Совета Союза Верховного Совета СССР, членом Комитета Верховного Совета СССР по экономической реформе.
17-18 ноября 1990 года на учредительном съезде Республиканской партии Российской федерации (РПРФ, впоследствии — Партии народной свободы (ПАРНАС)), был избран одним из сопредседателей партии, вместе с Владимиром Лысенко и Вячеславом Шостаковским. Был сопредседателем до 1991 года.
В 1990 году избран депутатом Томского областного Совета народных депутатов, работал в комиссии по экономике.
В сентябре 1991 года был назначен полномочным представителем Президента РФ в Томской области, занимал эту должность до декабря 1993 года. В связи с этим назначением временно приостановил свое членство в РПРФ, на III съезде партии в июне 1992 года отсутствовал и в руководящие органы не баллотировался.
В январе 1992 года сложил с себя полномочия народного депутата СССР в связи с распадом союзного государства.
В 1992 году инициатор создания Томского «Фонда поддержки прогрессивных экономических реформ» — организации, объединившей банкиров, промышленников, предпринимателей.
В 1993 году при его участии была создана более политизированная коалиция либерально-консервативной ориентации «Солидарность и реформы» (в составе местной организации РПРФ и ориентированных на реформы правительства объединений коммерческих структур).
В сентябре 1993 года поддержал роспуск Съезда народных депутатов и Верховного Совета Российской Федерации. Согласно ряду источников, одобрил расстрел здания Верховного Совета из танков войсками, верными Борису Ельцину, за что подвергся нападению со стороны томского оппозиционера Сергея Зайкова (в июле 2011 Зайков был осужден на 2,5 лет колонии общего режима за удар по лицу губернатору Томской области Виктору Крессу). Однако в 2017 году Сулакшин заявил, что не поддерживал силовой разгон парламента.
В ноябре 1993 года опубликовал открытое письмо Ельцину, в котором выразил своё несогласие с ходом реформ.
В 1993 году создал в Томске местное отделение предвыборного блока «Выбор России», возглавил томский региональный список кандидатов в депутаты Государственной Думы от «Выбор России». Выступил против присоединения РПРФ к блоку «Явлинский-Болдырев-Лукин (позже „Яблоко“)»; вместе с Борисом Титенко (город Ростов-на-Дону) организовал внутрипартийную фракцию «Выбор России» (ВР) и был кооптирован как её представитель в Политсовет РПРФ.
В декабре 1993 года был выдвинут избирательным блоком «Выбор России» и избран депутатом Государственной Думы первого созыва от Томского сельского одномандатного избирательного блока № 174 (набрал 27,39 % голосов), сначала был членом фракции «Выбор России», но 7 апреля 1994 года вышел из неё. Вошёл в межфракционную депутатскую группу РПРФ, а в апреле 1995 года — во фракцию Демократической партии России (ДПР). Был членом Комитета по промышленности, строительству, транспорту и энергетике, председатель подкомитета по проблемам развития военно-промышленного комплекса. С 1994 года выступал в защиту интересов отечественной промышленности, прежде всего Военно-промышленного комплекса, и за государственное регулирование экономики.
С 1993 по 1994 год входил в Движение «Выбор России».
В 1994 году избран заместителем Председателя РПРФ.
Поддержал ввод российской армии на территорию Чечни.
В сентябре 1995 года защитил диссертацию на соискание учёной степени доктора физико-математических наук по теме «Накачка энергонапряжённых газовых лазеров мощными пучками заряженных частиц и СВЧ импульсами».
На парламентских выборах 1995 года баллотировался как независимый кандидат.
В Государственной Думе ФС РФ второго созыва попытался создать депутатскую группу «Центристы», но после неудачи этого проекта 16 января 1996 года вошёл в депутатскую группу «Народовластие» (лидеры — Николай Рыжков и Сергей Бабурин). В Государственной Думе второго созыва был заместителем председателя Комитета по промышленности, строительству, транспорту и энергетике, председателем подкомитета по военно-промышленному комплексу и закрытым городам.
В рамках парламентской деятельности готовил законопроекты: «О гарантиях финансирования особо радиационно- и ядерноопасных предприятий», «О государственной поддержке приоритетных направлений образования, науки и промышленности, обеспечивающих национальные интересы страны», «О безопасности полетов на воздушном транспорте». Лично разрабатывал и добивался принятия двух законов — «О государственном оборонном заказе» и «О закрытых городах» — и двух постановлений Государственной Думы РФ. Принимал активное участие в решении областных проблем (задержки заработной платы учителям, финансирование Томска, проблемы экологии области, научно-образовательного комплекса и др.).
В 1996 году Центризбирком зарегистрировал уполномоченных представителей инициативной группы, выдвинувшей кандидатуру Сулакшина на пост Президента Российской Федерации, однако группа не смогла собрать подписи. После неудачного сбора подписей на своей пресс-конференции высказался за голосование против всех кандидатов, заявив, что «приход к власти коммунистов приведет к такому же ущербу для страны, как и продолжение политики Ельцина».
С 1996 года — председатель правления Фонда развития политического центризма, главная задача которого — «продвижение центристской политической модели развития страны».
В 1997 году подписал заявление о создании внефракционного депутатского объединения «АнтиНАТО».
В 1997—2000 годах — президент Российского фонда развития высоких технологий.
В 1998—2000 годах — председатель Совета Союза производителей нефтегазового оборудования, некоммерческой организации, созданной «для защиты интересов отечественных машиностроительных предприятий, выпускающих технику для ТЭКа».
В 1998 году вошёл в состав оргкомитета по созданию общественно-политического движения «Отечество». В 1999 году участия в деятельности движения не принимал, выразив несогласие с политикой окружения мэра Москвы Юрия Лужкова.
В 1999 году был зарегистрирован кандидатом в депутаты Госдумы третьего созыва по Томскому одномандатному избирательному округу № 174 как независимый кандидат. Был поддержан губернатором области Виктором Крессом и мэром Томска Александром Макаровым. На выборах занял в округе 3-е место из 8, набрав 18,66 % голосов, проиграв Егору Лигачёву — 22,18 %.
В 1999—2003 годах — лидер Российского движения политического центризма (РДПЦ).
В 2000 году защитил диссертацию на соискание учёной степени доктора политических наук по теме «Политика центризма в современном российском обществе : Теоретико-методологический аспект».
В 2002—2006 годах — председатель Комитета по промышленному развитию и высоким технологиям Торгово-промышленной палаты РФ.
С 2004 года — профессор Академии военных наук.
В 2006—2011 годах — советник председателя Совета Федерации РФ Сергея Миронова.
В 2006—2013 годах — советник президента ОАО «РЖД», генеральный директор Центра проблемного анализа и государственно-управленческого проектирования, научным руководителем центра был президент ОАО «РЖД» Владимир Якунин.
В марте 2013 года в СМИ был опубликован научный доклад «Избирательная система и успешность государства (тайное всегда становится явным)» об итогах выборов 2011—2012 годов, согласно которому официально объявленные Центральной избирательной комиссией результаты были реконструированы как недостоверные. С помощью математической реконструкции Степан Сулакшин доказал, что «Единая Россия» по итогам парламентской кампании 2011 года не заняла первое место: «Её реальный результат — 20-25 %. При том что реальная явка была меньшей, чем объявлена, и находилась на уровне 50 %. КПРФ же, напротив, заняла первое место с результатом 25-30 %». После мощного общественного резонанса, вызванного публикацией исследования, 15 марта Степан Сулакшин покинул пост Гендиректора Центра проблемного анализа и государственно-управленческого проектирования.
1 августа 2013 года Сулакшин был уволен с поста советника Президента ОАО «РЖД».
В августе 2013 года создал новый Центр научной политической мысли и идеологии (Центр Сулакшина). 3 октября 2013 года состоялось официальное открытие новой структуры. В ходе мероприятия гостям были представлены три эксклюзивных исследования нового Центра: реальный уровень ВВП России за 2013 год, истинные результаты выборов мэра Москвы 8 сентября 2013 года, а также исследование по «политической температуре».
Под руководством Сулакшина был разработан проект новой Конституции Российской Федерации. По мнению Сулакшина, «нынешний Основной закон РФ трансформации поправками не поддается, стране нужен новый вариант». Под руководством Сулакшина также был разработан пакет законодательных инициатив по учреждению в России Конституционного собрания. Является соавтором работы «Манифест грядущего человечества».
В 2017 году учредил общественное объединение «Партия нового типа».
17 июня 2017 года во время съезда «Партии нового типа» было принято решение о выдвижении Степана Сулакшина в качестве кандидата в Президенты РФ на выборах 2018 года.
Сулакшин — автор более 470 опубликованных работ (20 книг), 24 изобретений. Автор и соавтор 56 законопроектов Российской Федерации в области промышленности, транспорта, ВПК, экономики, бюджета, финансов, пенсионного, конституционного законодательства.
Член редакционного совета «Сибирской газеты», издававшейся в 1990-х годах.
Имеет воинское звание майор запаса (присвоено в марте 1997 года).

## Семья и увлечения
Жена — Сулакшина (в девичестве Гааг) Любовь Викторовна, 1953 года рождения. Окончила радиофизический факультет ТГУ.
Имеет четверых детей:
- Сын Тимофей — 1976 года рождения[3], в 1993 году окончил школу, в 1998 году — экономический факультет ТГУ, работает заместителем начальника отдела системного анализа конъюнктуры и стратегического мониторинга департамента экономической конъюнктуры и стратегического развития РЖД[38]. В 2012 году защитил кандидатскую диссертацию в Государственном университете управления на тему «Железнодорожный транспорт России в показателях перевозочной деятельности и качества обслуживания клиентуры», кандидат экономических наук[39].
- Алёна — 1981 года рождения, юрист[3], работает в Центре проблемного анализа и государственно-управленческого проектирования[40]. В 2008 году защитила кандидатскую диссертацию в Институте государства и права РАН на тему «Соглашения и согласованные действия хозяйствующих субъектов, ограничивающие конкуренцию на товарных рынках Российской Федерации», кандидат юридических наук[41].
- Ульяна — 1992 года рождения[3], выпускница экономического факультета МГУ.[источник не указан 2810 дней]
- Надежда — 1999 года рождения[3].

Владеет английским языком. В студенческие годы активно занимался спортом, имеет разряды по борьбе и тяжелой атлетике. Увлекается конструированием, ремонтом автомобиля, изготовлением моделей. Огородник.
Увлечение — автотуризм.

## Награды
- Медаль «Медаль Памяти 13 января» Литовской республики (1992)[3][42]
- Почётная грамота Правительства Российской Федерации (1 мая 1996) — за большой личный вклад в подготовку научно-педагогических кадров высшей квалификации и в связи со 100-летием Томского политехнического университета
- Медаль «В память 850-летия Москвы» (1997)[3]
- Орден Почёта (1999)[43]

## Книги
- «Новая философия реформаторства в России (платформа для будущего президента страны)»[3][4] (1995)
- «Измена»[3] Москва, 1998.
- Якунин В. И., Багдасарян В. Э., Сулакшин С. С. Государственная политика вывода России из демографического кризиса. М.: Научный эксперт, Экономика, 2007.
- Якунин В. И., Багдасарян В. Э., Сулакшин C. C. Идеология экономической политики: проблема российского выбора. Монография — М.: Научный эксперт, 2008.
- Якунин В. И., Багдасарян В. Э., Куликов В. И., Сулакшин С. С. Вариативность и цикличность глобального социального развития человечества. Монография — М.: Научный эксперт, 2009.
- Сулакшин C. C. Об инфляции «не по Кудрину». Монография — М.: Научный эксперт, 2009.
- Якунин В. И., Сулакшин С. С., Симонов В. В., Багдасарян В. Э., Вилисов М. В., Куропаткина О. В., Нетесова М. С., Сазонова Е. С., Силантьев Р. А., Хвыля-Олинтер А. И., Ярутич А. Ю. Социальное партнерство государства и религиозных организаций. Монография. — М.: Научный эксперт, 2009. — 232 с. — ISBN 978-5-91290-040-2.
- Якунин В. И., Багдасарян В. Э., Сулакшин C. C. Западня: новые технологии борьбы с российской государственностью. — М.: Эксмо, Алгоритм, 2010.
- Багдасарян В. Э., Сулакшин С. С. Сложная социальная система в витальном подходе. — М.: Научный эксперт, 2013.
- Багдасарян В. Э., Сулакшин С. С. Превосходство, присвоение, неравенство.— М.: Научный эксперт, 2013.
- Багдасарян В. Э., Сулакшин С. С. Религиозное и научное познание. — М.: Научный эксперт, 2013.
- Конституция России / Под общ. ред. С. С. Сулакшина. — М.: Научный эксперт, 2013.
- Нравственное государство. От теории к проекту. — М.: Наука и политика, 2014.
- Багдасарян В. Э., Сулакшин С. С. Современный фашизм: новые облики и проявления. — М.: Наука и политика, 2017. — 328 с.
- «Новая стратегия успешной России» (Программа Сулакшина «Настоящий социализм») / Сост. С. С. Сулакшин — М.: Наука и политика, 2019. — 80 с. ISBN 978-5-519-65929-1.